# Alfred Steinherr

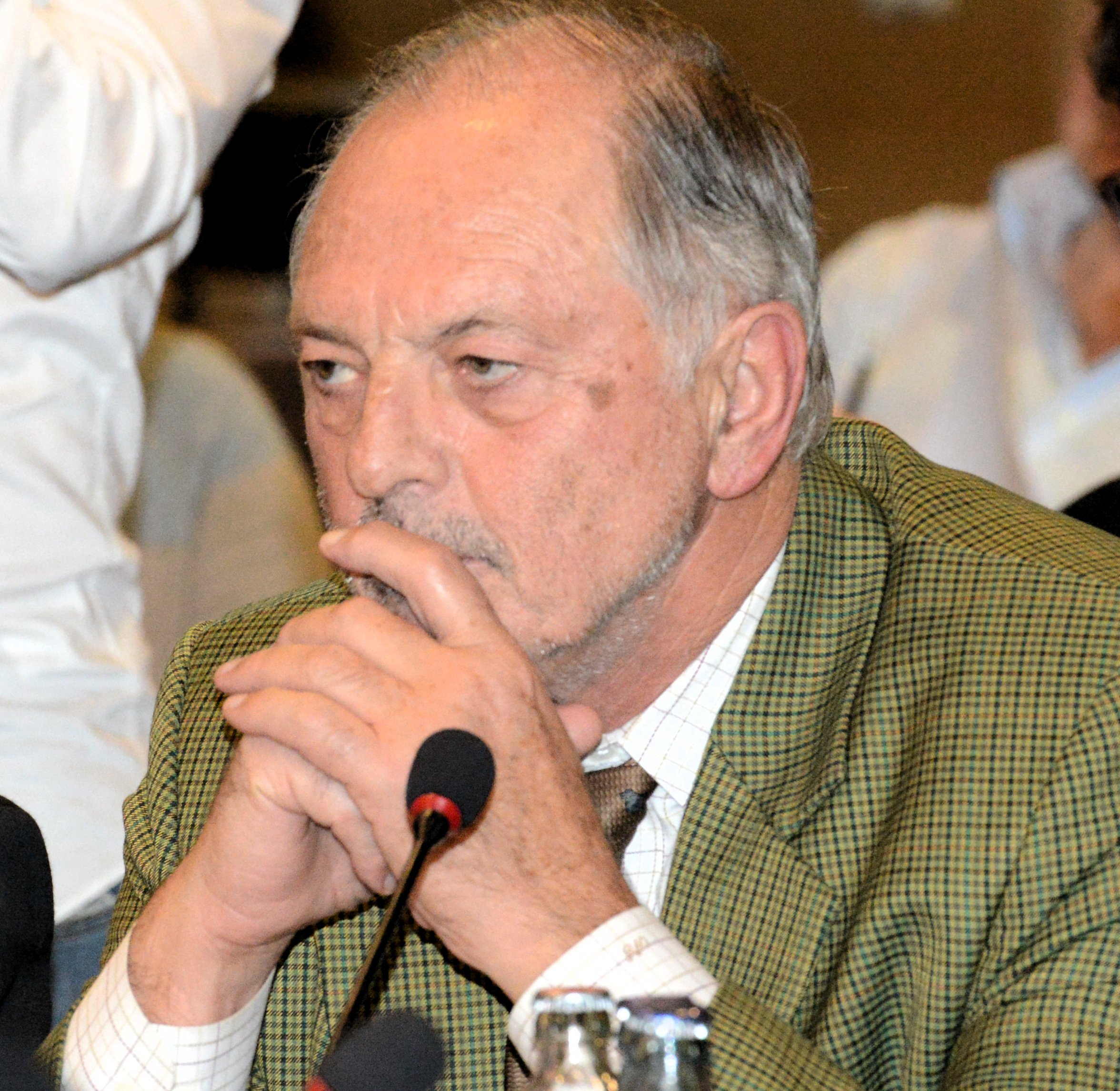
Alfred Steinherr, November 2014

Alfred Steinherr (* 5. Januar 1944 in München) ist ein deutscher Ökonom.

## Leben
Steinherr studierte Wirtschaftswissenschaften an der Universität Lausanne, an der McMaster University (MA, Economics) und George Washington University (MS, Mathematik). Seine Promotion erlangte er an der Cornell University. Von 1973 bis 1998 war er in verschiedenen Positionen an der Université catholique de Louvain tätig, unter anderem hatte er dort von 1981 bis 1988 den Lehrstuhl für internationalen Handel und Finanzwissenschaft inne. Zudem arbeitete von 1979 bis 1981 für den Internationalen Währungsfonds in Washington und von 1981 bis 1984 als wissenschaftlicher Berater der Europäischen Kommission. 1987 begann Steinherrs Engagement bei der Europäischen Investitionsbank, die er ab 1995 als Chef-Ökonom leitete. Von 1998 bis 2003 war er Gründungsrektor der Freien Universität Bozen, an der er auch als Professor für Wirtschaftswissenschaften lehrte. Zuletzt führte er von 2005 bis 2007 die Abteilung Konjunktur am Deutschen Institut für Wirtschaftsforschung in Berlin.

## Auszeichnungen
- 1981: Premio San Vincent
- 1994: First Prize, American Express Bank Review Award (mit D. Folkerts-Landau)
- 1997: Treasurer of the European Economic Association
- 1998: Mérite Européen
- 1999: Chevalier de travail, Belgien
- 2002: Doctorat honoris causa, Université de Nancy, France